# Гарфилд (Арканзас)
Гарфилд (англ. Garfield, Arkansas) — город, расположенный в округе Бентон (штат Арканзас, США) с населением в 490 человек по статистическим данным переписи 2000 года.

## География
По данным Бюро переписи населения США город Гарфилд имеет общую площадь в 9,58 квадратных километров, водных ресурсов в черте населённого пункта не имеется.
Город Гарфилд расположен на высоте 454 метра над уровнем моря.

## Демография
По данным переписи населения 2000 года в Гарфилде проживало 490 человек, 136 семей, насчитывалось 177 домашних хозяйств и 198 жилых домов. Средняя плотность населения составляла около 51,6 человек на один квадратный километр. Расовый состав Гарфилда по данным переписи распределился следующим образом: 97,35 % белых, 1,43 % — коренных американцев, 0,61 % — азиатов, 0,61 % — представителей смешанных рас. Испаноговорящие составили 1,43 % от всех жителей города.
Из 177 домашних хозяйств в 37,9 % — воспитывали детей в возрасте до 18 лет, 67,2 % представляли собой совместно проживающие супружеские пары, в 6,2 % семей женщины проживали без мужей, 22,6 % не имели семей. 18,1 % от общего числа семей на момент переписи жили самостоятельно, при этом 7,3 % составили одинокие пожилые люди в возрасте 65 лет и старше. Средний размер домашнего хозяйства составил 2,77 человек, а средний размер семьи — 3,18 человек.
Население города по возрастному диапазону по данным переписи 2000 года распределилось следующим образом: 29,4 % — жители младше 18 лет, 8,4 % — между 18 и 24 годами, 28,8 % — от 25 до 44 лет, 20,2 % — от 45 до 64 лет и 13,3 % — в возрасте 65 лет и старше. Средний возраст жителей составил 37 лет. На каждые 100 женщин в Гарфилде приходилось 109,4 мужчин, при этом на каждые сто женщин 18 лет и старше приходилось 104,7 мужчин также старше 18 лет.
Средний доход на одно домашнее хозяйство в городе составил 33 393 доллара США, а средний доход на одну семью — 38 750 долларов. При этом мужчины имели средний доход в 27 031 доллар США в год против 22 404 доллара среднегодового дохода у женщин. Доход на душу населения в городе составил 13 159 долларов в год. 9,8 % от всего числа семей в округе и 10,3 % от всей численности населения находилось на момент переписи населения за чертой бедности, при этом 9,0 % из них были моложе 18 лет и 3,8 % — в возрасте 65 лет и старше.